# یواس‌اس اکوتان (ای‌یی-۱۳)
یواس‌اس اکوتان (ای‌یی-۱۳) (به انگلیسی: USS Akutan (AE-13)) یک کشتی بود که طول آن 459 ft (140 m) بود. این کشتی در سال ۱۹۴۴ ساخته شد.